# A. Harry Moore
A. Harry Moore (Jersey City, 1877. július 3. – Branchburg, 1952. november 18.) az Amerikai Egyesült Államok szenátora (New Jersey).